# Oropesa del Mar
Oropesa del Mar (en valenciano Orpesa y oficialmente Orpesa/Oropesa del Mar) es un municipio de la Comunidad Valenciana, España. Situado en la costa de la provincia de Castellón, en la comarca de la Plana Alta. Cuenta con 10 958 habitantes (INE 2023).

## Toponimia
El topónimo Oropesa proviene del nombre de una villa llamada La Calzada de Oropesa. Esta villa se encuentra en el Señorío de Oropesa, en la comarca del Campo del Arañuelo. Es una antigua calzada hispanorromana que afecta al territorio.

## Geografía
Integrado en la comarca de Plana Alta, se sitúa a 23 kilómetros de la capital provincial. El término municipal está atravesado por la autopista del Mediterráneo (AP-7) y por la carretera nacional N-340, entre los pK 991 y 999, además de por una carretera local que conecta con Cabanes. El relieve del municipio está definido por la sierra de Oropesa, al oeste y al suroeste, y por el brusco descenso a la llanura litoral, donde se encuentran numerosas playas y pequeñas calas naturales. En la llanura litoral se alzan algunas elevaciones como son El Bobalar (151 m) y el Tossal Gros (108 m). La altitud oscila entre los 422 m (El Puntal), en la sierra de Oropesa, y el nivel del mar. El casco histórico se alza a 35 m sobre el nivel del mar.

### Barrios y pedanías
En el término municipal de Oropesa del Mar se integran también los siguientes núcleos de población:
- El Balcó
- La Playa
- Les Amplaries
- Las Playetas
- Marina d'Or
- Camino Latall
- La Colomera

### Localidades limítrofes[1]
| Noroeste: Cabanes          | Norte: Cabanes        | Noreste: -                |
| Oeste: Cabanes y Benicasim |                       | Este: Mar Mediterráneo    |
| Suroeste: -                | Sur: Mar Mediterráneo | Sureste: Mar Mediterráneo |

## Historia
La historia de Oropesa del Mar, con su situación estratégica, ha sido foco de atracción de muchas culturas. Existen vestigios del Paleolítico e íberos. También, pruebas de que los primeros pobladores de Oropesa del Mar se asentaron en la "Serra del Senyor o Serra d'Orpesa" en el Paleolítico inferior. Por ejemplo, encontramos en el Cau d'en Borràs un yacimiento arqueológico que demuestra la ocupación humana de la zona en la prehistoria. Posteriormente, existen vestigios históricos que indican que estos pobladores, con el tiempo, ocuparon zonas del municipio como: la partida del Coniller, el Pou del Provenir o les Catalanetes, donde se encuentran diferentes materiales humanos de diferentes épocas.
Hay constancia de asentamientos en la Edad del Bronce, como El Tossal Redó, que fue una fortificación costanera ubicada en la sierra de Orpesa, así como Orpesa la Vella que se sitúa al sud de lo que hoy se conoce como la playa de la Concha, en un promontorio rocoso por encima del nivel de mar. Este asentamiento contaba con un perímetro amurallado, lo que hace pensar que fue un pueblo importante de la época. En el municipio se han hallado cerámica y ánforas de la época ibérica en diferentes yacimientos de la zona que indican la larga ocupación de estos en el término. También, se hallaron más de 171 dracmas oficiales de Ampurias, con las cuales se financiaban las tropas romanas en lo que hoy se conoce como la Cala Retor. En la zona de Las Playetas se han encontrado restos de ánforas y cerámica romanas.
Seguramente después de la segunda guerra púnica el municipio se encontrase bajo el control de los romanos.
Hay evidencias claras de que Oropesa fue un asentamiento árabe en la posterior época a los visigodos. Abu Abd Allah Muhámmad Aldrisi fue un cartógrafo, geógrafo y viajero que dejó constancia de la población en sus escritos. A finales del siglo XI, fue conquistada por Rodrigo Díaz de Vivar, para ser de nuevo reconquistada por los árabes unos años después.
Antes de la conquista, en 1169, fue otorgada a la Orden del Temple por Alfonso II de Aragón. 
En 1233, Jaime I de Aragón conquistó su castillo, que corona la parte alta de la población. Después de la conquista toman posesión del castillo la Orden del Hospital, donde se asigna un comendador, Fra Ramón de Ciri.
En 1259 pasó a manos de Fernando Pérez de Pina, en cuya familia se mantiene hasta finales de siglo. Más tarde, en 1296 pasa a pertenecer a Berenguer Dalmau, de quien la hereda su hijo Guillem. Hacia 1330 pasó a Guillem Jàver, y en 1350 era su señor Pere de Tous, permaneciendo en esta familia hasta finales del siglo XV. En 1497 fue comprada por Joan de Cervelló y la heredaron sus hijos. Más tarde, en el año 1589, se le concedió carta puebla para mejorar la situación de los vecinos, y luego, otra nueva en 1609. Además, en 1654, Felipe IV crea el título de conde de Gerard de Cervelló, acreditación que obtuvo grandeza de España en 1727. Y finalmente, por matrimonio, pasó en 1821 a los condes de Fernán-Núñez.
Siendo población de cristianos, fue lugar de frecuentes ataques de piratas berberiscos; por esto en el siglo XVI se construyó la Torre del Rey con objeto de vigilar la costa. En esta población, durante la guerra de las Germanías, fue derrotado el ejército de Estellés a manos del duque de Segorbe. En octubre de 1811 mantuvo una fuerte resistencia contra la conquista del lugar por el ejército francés del mariscal Suchet, siendo destruido el castillo de Oropesa.

## Demografía
Oropesa del Mar cuenta con una población de 11 785 habitantes (INE 2024).
| Gráfica de evolución demográfica de Oropesa del Mar entre 1842 y 2021                                               |
| |
| Población de derecho según los censos de población del INE Población de hecho según los censos de población del INE |

| Nacionalidad | Hombres | Mujeres | Total | %      | Proporción |
| ------------ | ------- | ------- | ----- | ------ | ---------- |
| Española     | 3575    | 3279    | 6854  | 67.3 % |            |
| Extranjera   | 1630    | 1700    | 3330  | 32.6 % |            |

Durante los siglos XIX y XX su población experimentó un continuo crecimiento: 856 habitantes en 1900 y 2671 en 1994.
El desarrollo del sector turístico le ha dado un fuerte impulso demográfico durante los últimos años, especialmente con la construcción del macrocomplejo turístico Marina d'Or. También se ha incrementado la inmigración extranjera. En el año 2010, Oropesa del Mar contaba con 10 787 habitantes (aunque en el año 2008 alcanzó un máximo de 11 245 habitantes).

## Comunicaciones

### Ferrocarril
La localidad cuenta con una estación ferroviaria en la que efectúan parada trenes de Larga y Media Distancia, que se incrementan en el periodo estival y que son operados por Renfe, esta forma de transporte público favorece mucho al turismo.
También cuenta con transporte marítimo. El puerto deportivo de Oropesa del Mar cuenta con 700 amarres.
En Oropesa no existe ningún aeródromo o aeropuerto. No obstante, el Aeropuerto de Castellón se encuentra a 30 kilómetros y el aeropuerto de Manises a 95 kilómetros.

## Rutas
La Vía Verde del Mar es una ruta que bordea el Mar Mediterráneo y que pasa por un antiguo trazado ferroviario. Este sendero une los municipios costeros de Benicasim y Oropesa del Mar, en la provincia de Castellón. Puede explorarse a pie o en bicicleta y cuenta con casi seis kilómetros de recorrido. El itinerario va desde Benicasim hasta Oropesa del Mar.

## Patrimonio

### Bienes de Interés Cultural
- Orpesa La Vella. Poblado íbero con más de dos mil años de antigüedad. Estaba formado por una población poco numerosa que vivía principalmente de la pesca. Está situado entre las calas de Orpesa la Vella y del Retor, a escasos metros del puerto deportivo. Actualmente, es de propiedad privada y sólo se puede ver desde detrás de unas vallas que lo delimitan.[24]
- El Castillo y Murallas de Oropesa está situado en lo alto del casco histórico del municipio. Se utilizaba en la Edad Media (s. XIII-XIV) para la defensa. Se trata de un castillo de arquitectura medieval.
- Entre otras infraestructuras medievales, también se encuentran la Torre Colomera y la Torre de la Cordà. Además de la Torre del Rey, perteneciente al renacimiento.[25]

### Religioso

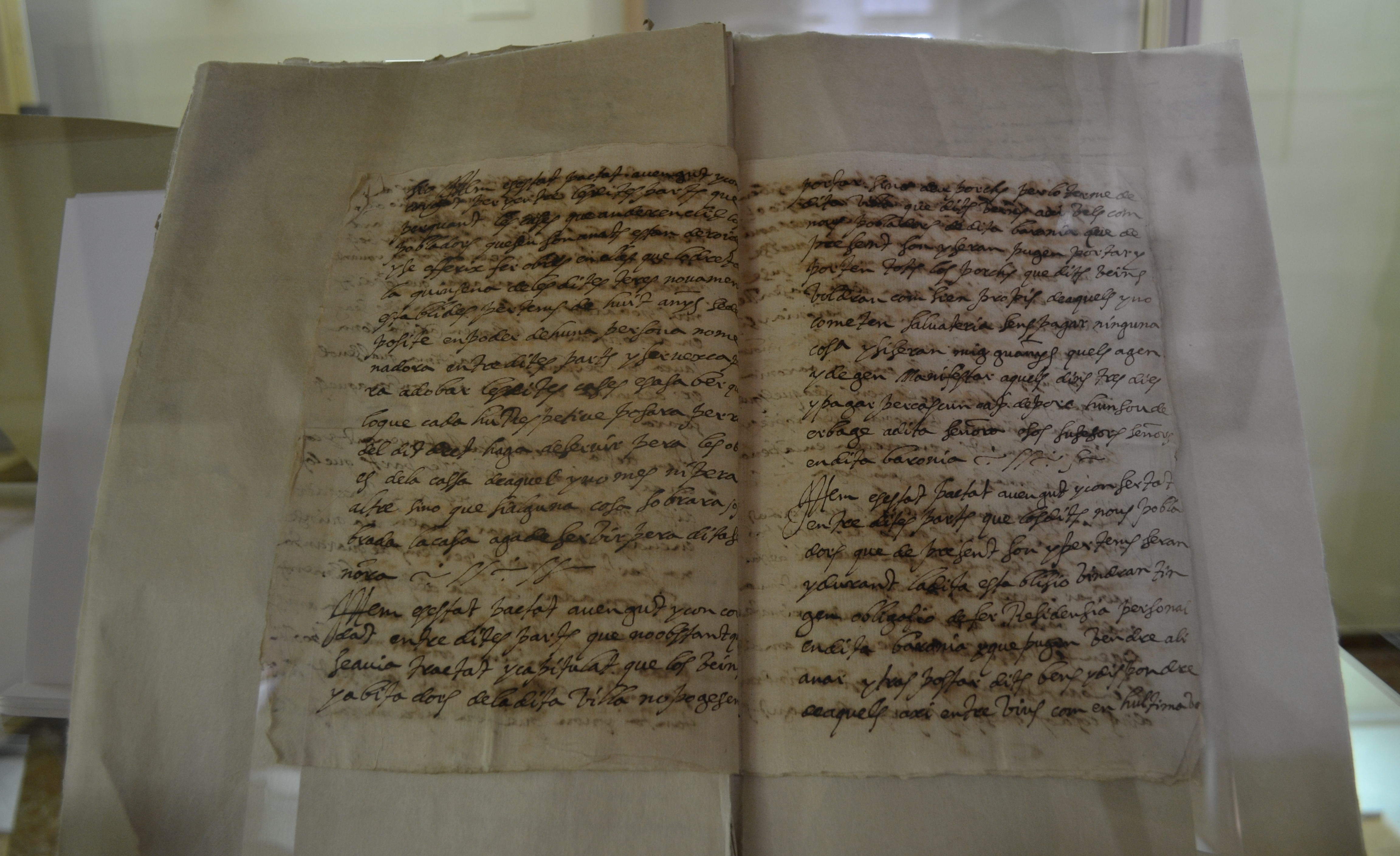
Carta Puebla de Oropesa (1611).

- Iglesia Virgen de la Paciencia. En su interior se conservan muestras de azulejería del siglo XVIII y una imagen del siglo XVI de la Patrona.

### Civil

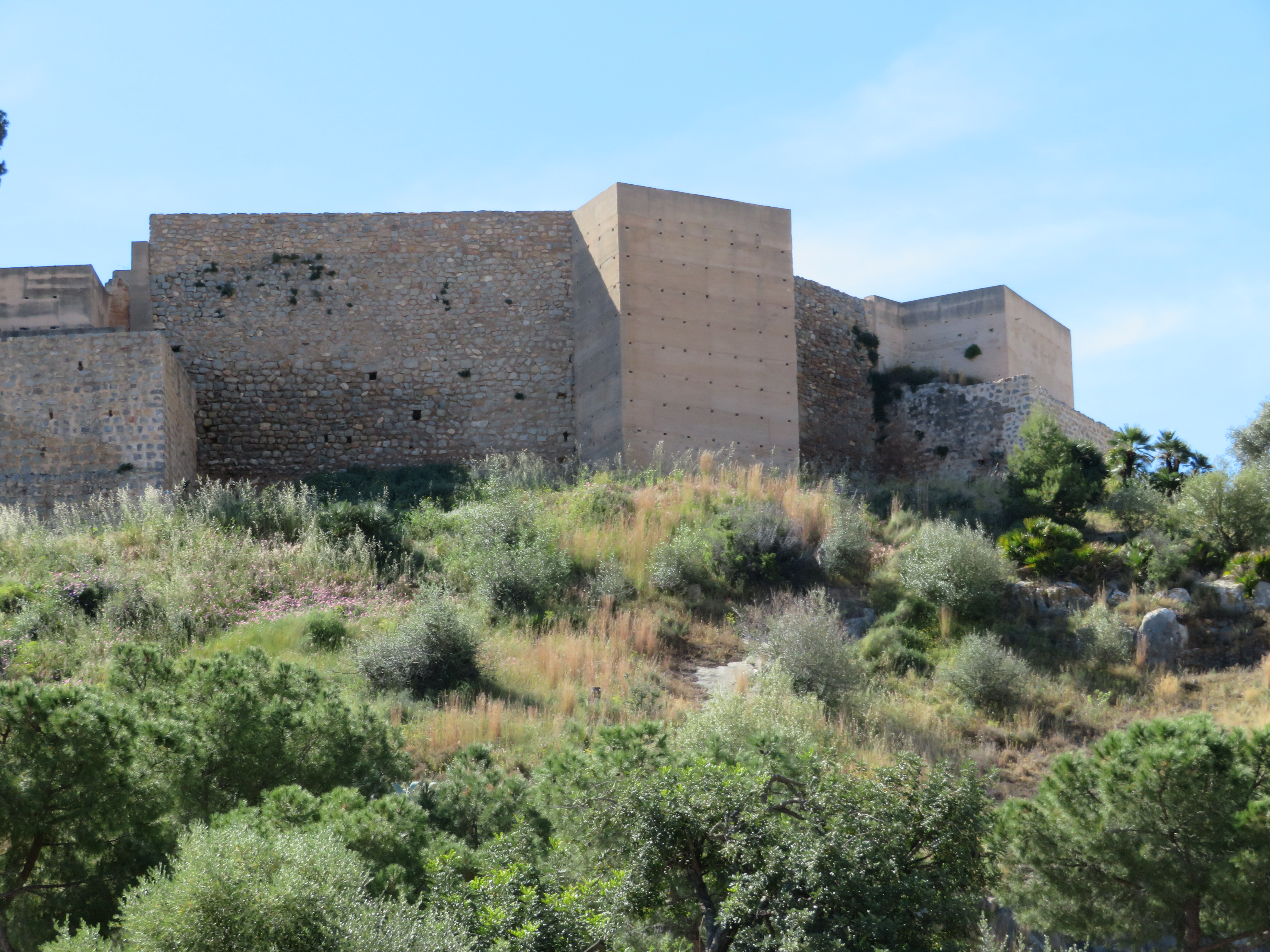
Castillo y Murallas (Oropesa del Mar-Orpesa).

- Castillo de Oropesa. Castillo de origen musulmán. Situado en lo alto del Casco Antiguo, dominaba la ciudad.
- Torre del Rey. Torre construida en el siglo XVI. Se construyó para la defensa de los ataques piratas.
- Casco Antiguo. Trazado medieval de calles estrechas y empinadas, rincones típicos y murallas. Ciudad de los Anticuarios.
- Plaza de Toros. Construida en la década de 1980 y remodelada en varias ocasiones donde todavía, hoy en día, se continúan realizando festejos populares.

## Productos turísticos
- Urbanización Playetas Bellver y Torre Bellver. Paisaje de acantilados y calas rodeadas de pinos y vegetación típica mediterránea.
- Playa La Renegà. Con calas formadas por roca, en la misma podemos encontrar vegetación, destacan los pinos. En este tramo de costa solo llegan pocos excursionistas, debido a que no se ha construido en la zona y está muy poco masificado.
- Puerto de Oropesa del mar. Puerto deportivo que cuenta con unos 62.281 m2.
- Cala Retor. Pequeña cala de 70 m de longitud y 45 de ancho.
- Cala de Oropesa la Vella. Se trata de la prolongación Sur de la playa de la Concha, separada de la misma por un pequeño saliente rocoso.[21]
- Playa de la Concha. Bandera Azul. Se encuentra al sur de las playas de Les Amplaries y de Morro de Gos.
- Playas de Les Amplaries y de Morro de Gos. De arenas blancas. Bandera Azul de la Unión Europea.

## Fiestas
- San Antonio Abad. Conocido en la población como "Sant Antoni del Porquet ". Se celebra el sábado siguiente al día de San Antonio Abad, o el mismo día si coincide en sábado. Se realiza una hoguera y con las brasas, se suele asar carne para cenar. Por la noche se hace la bendición de animales y el desfile de los amos de mascotas, con sus animales, y vecinos disfrazados que recogen los tradicionales "prim" y "coqueta" (los disfraces optan a premios). La noche acaba con verbena. Al día siguiente por la mañana, destaca la carrera de caballos por la playa de Morro de Gos y, por la tarde, los juegos destinados a los más pequeños.
- La foguera (hoguera) de San Juan. Se celebra la tarde-noche del 23 al 24 de junio. Su principal aliciente es el "Correfoc", la entrega de "coca", mistela y la cremá de la hoguera de leña a la orilla del mar, junto con la verbena que pone el punto final. Además, desde hace más de 10 años se ha instaurado la foguera artística que suele celebrarse el fin de semana más próximo al día de San Juan (estas fiestas paralelas a las mencionadas anteriormente consisten en la tradicional plantá, montaje del monumento) y la cremá, que se acompaña de un espectáculo pirotécnico. Además, viene siendo habitual que se realicen otras actividades tales como verbena y bailes folclóricos.
- Fiestas de San Jaime. En honor al patrón de la población. 25 de julio. Se celebra durante unos cinco días, siendo el día 25 de julio el de fiesta mayor. Generalmente, suelen celebrarse actos taurinos, pirotécnicos y verbenas.
- Virgen de la Paciencia, fiestas patronales. No tienen fecha fija pero se inician el sábado anterior al primer domingo de octubre (día de la patrona) y finaliza el segundo domingo de octubre. Sus principales actos son las procesiones, la ofrenda floral a la Virgen, espectáculos taurinos, pirotécnicos, tiro y arrastre, verbenas y conciertos.[26][27]

## Gastronomía

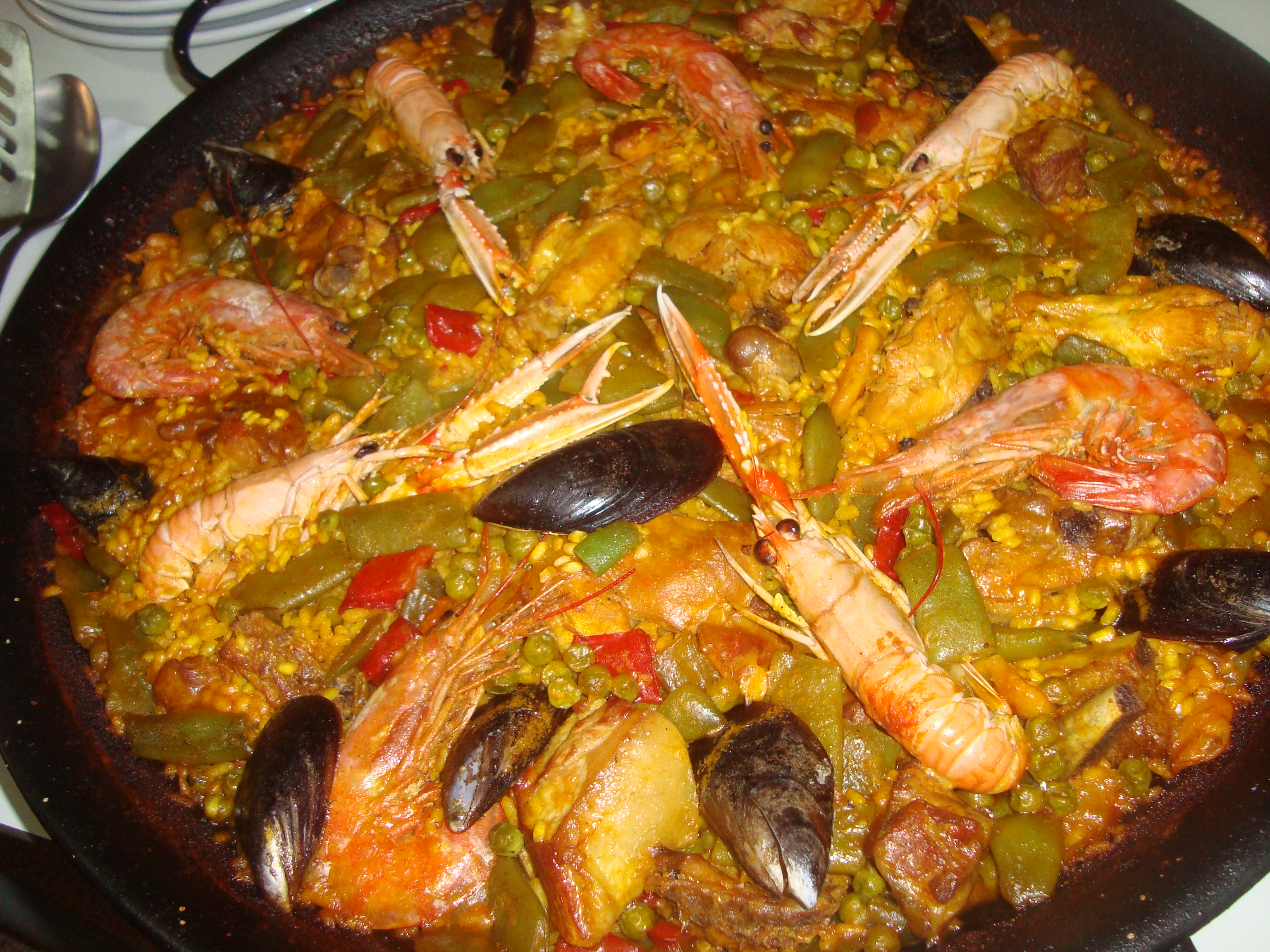
Paella Valenciana

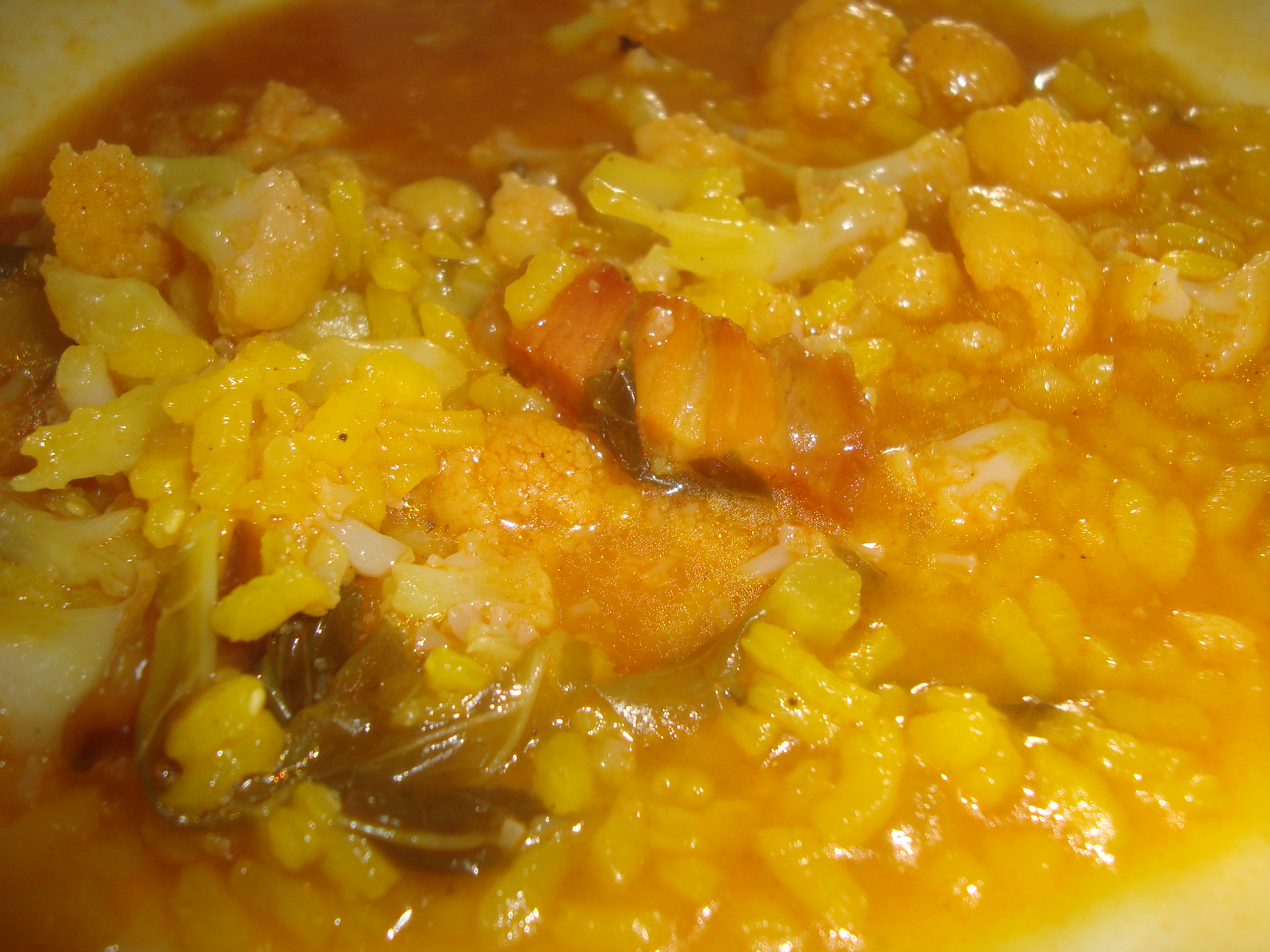
Arroz caldoso con costilla de cerdo y coliflor.

Oropesa ofrece una gastronomía que une a los productos del mar con los de su extensa huerta. De los platos típicos de la población destacan: el arroz en todas sus variedades como paella, arroz negro, arroz caldoso, arrosejat y arroz al horno, así como la fideuá, la caragolada (caracoles) y la oropesina, que consiste en un dulce típico de almendras.

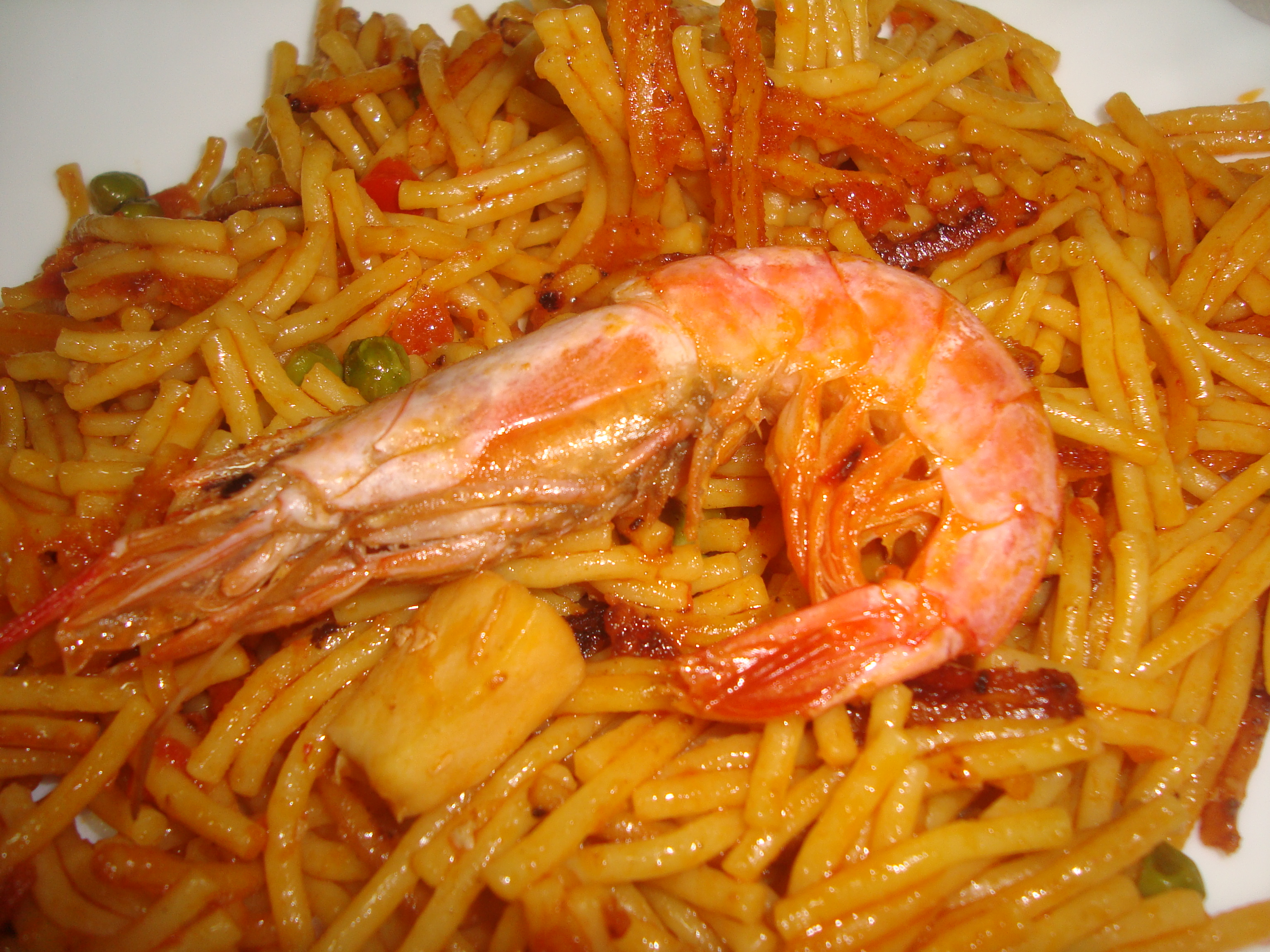
Plato de "Fideuà"

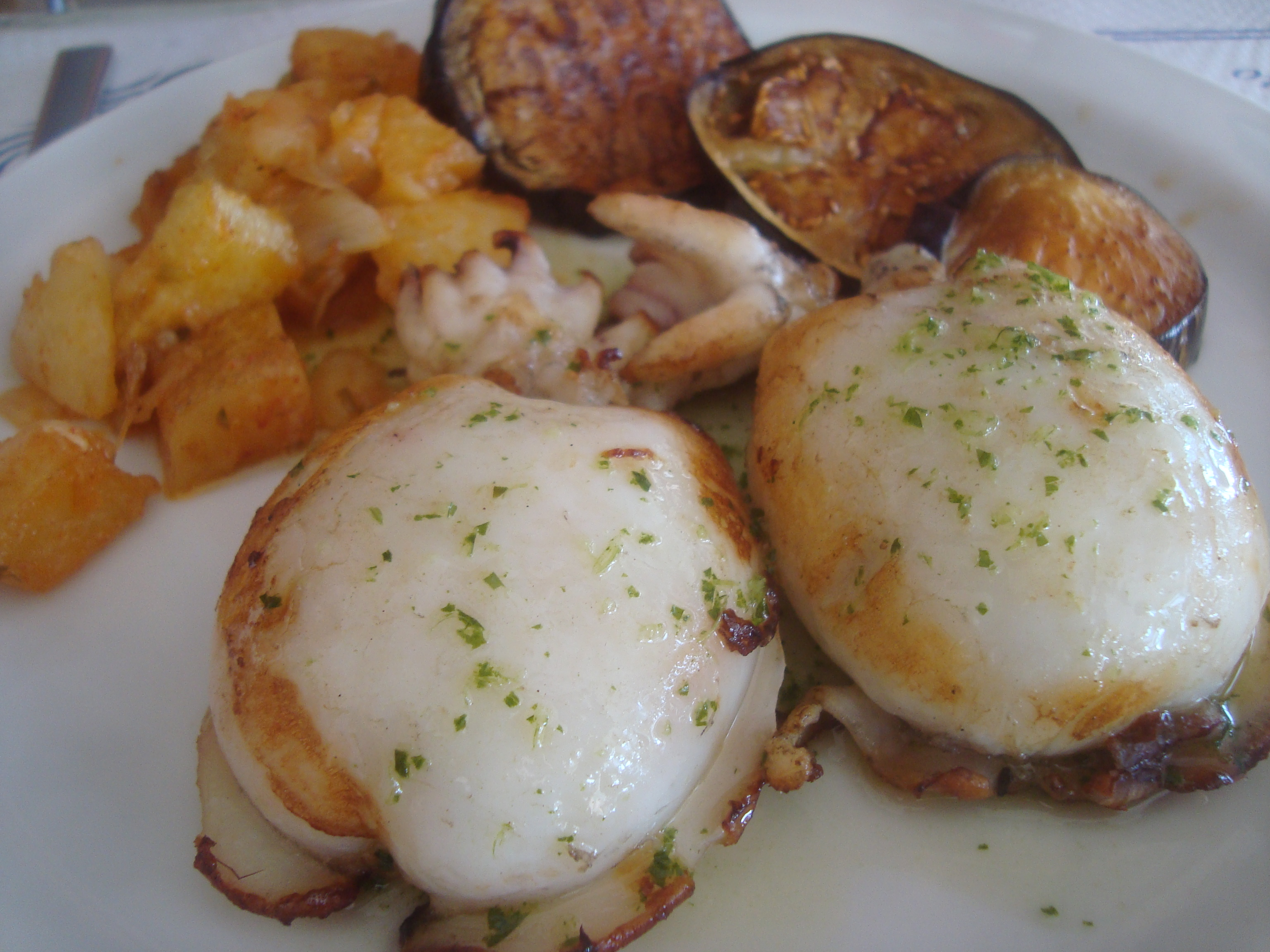
Sepia a la plancha. La "Enterita".

## Administración y política
| Periodo   | Nombre                                                                           | Partido              |
| --------- | -------------------------------------------------------------------------------- | -------------------- |
| 1979-1983 | Francisco Garrido Gual                                                           | UCD                  |
| 1983-1987 | Francisco Garrido Gual                                                           | GIO                  |
| 1987-1991 | Francisco Garrido Gual                                                           | GIO                  |
| 1991-1995 | Julián Moreno Navarro                                                            | GIO                  |
| 1995-1999 | Rafael Herminio Albert Roca                                                      | PP                   |
| 1999-2003 | Francisco Garrido Gual                                                           | UV                   |
| 2003-2007 | Rafael Herminio Albert Roca                                                      | PP                   |
| 2007-2011 | Rafael Herminio Albert Roca                                                      | PP                   |
| 2011-2015 | Rafael Herminio Albert Roca                                                      | PP                   |
| 2015-2019 | Rafael Herminio Albert Roca                                                      | PP                   |
| 2019-2023 | María Jiménez Román María Araceli de Moya Sancho                                 | PSPV-PSOE Ciudadanos |
| 2023-act. | María Araceli de Moya Sancho (2023-2025) Rafael Herminio Albert Roca (2025-act.) | Ciudadanos PP        |